# Californication (serie televisiva)
Californication è una serie televisiva statunitense prodotta dal 2007 al 2014 e trasmessa per sette stagioni da Showtime.
Ideata da Tom Kapinos, la serie è interpretata da David Duchovny nel ruolo di uno scrittore dalla vita dissoluta a Los Angeles, in California.
Negli Stati Uniti d'America, il primo episodio è stato trasmesso il 13 agosto 2007, e l'ultimo è stato trasmesso il 29 giugno 2014. In Italia, la serie ha debuttato il 6 marzo 2008 su Jimmy e dall'8 settembre dello stesso anno su Italia 1, che ha proposto tutta la serie in prima visione quando venne chiuso il canale satellitare Jimmy il 1º gennaio 2011. L'ultimo episodio, il 12° della 7ª stagione, è andato in onda venerdì 13 febbraio 2015 su Italia 1.

## Trama
Hank Moody è un talentuoso scrittore newyorkese, inaffidabile e sregolato, che esercita un certo fascino sulle donne.
In piena crisi creativa ed esistenziale, e trasferitosi nell'odiata Los Angeles per seguire la trasposizione cinematografica del suo romanzo nichilista God Hates Us All (Dio ci odia tutti) – trasformato in una melensa commedia romantica intitolata A Crazy Little Thing Called Love con "Tom e Katie" – deve tentare di ritrovare il suo talento, sistemare il rapporto con la ex compagna Karen, di cui è ancora innamorato, ed essere un padre presente per la figlia adolescente Becca.

## Episodi
| Stagione         | Episodi | Prima TV USA | Prima TV Italia |
| ---------------- | ------- | ------------ | --------------- |
| Prima stagione   | 12      | 2007         | 2008            |
| Seconda stagione | 12      | 2008         | 2009            |
| Terza stagione   | 12      | 2009         | 2012            |
| Quarta stagione  | 12      | 2011         | 2012            |
| Quinta stagione  | 12      | 2012         | 2013            |
| Sesta stagione   | 12      | 2013         | 2013            |
| Settima stagione | 12      | 2014         | 2015            |

## Personaggi e interpreti

### Personaggi principali
- Hank Moody (stagioni 1-7), interpretato da David Duchovny, doppiato da Gianni Bersanetti.
Hank è uno scrittore in crisi che si trasferisce a Los Angeles con la figlia e la compagna Karen per ritrovare la vena artistica. Insieme all'amico Charlie Runkle si trova spesso in situazioni imbarazzanti e scandalose. Ama Karen, ma finisce spesso a condividere avventure con partner occasionali.
- Karen Van Der Beek (stagioni 1-7), interpretata da Natascha McElhone, doppiata da Anna Cesareni.
Karen è la compagna di Hank con cui ha una figlia. Di professione architetto, ama Hank ed è consapevole del suo carattere autodistruttivo, ma alla fine torna sempre da lui.
- Marcy Runkle (stagioni 1-7), interpretata da Pamela Adlon, doppiata da Monica Gravina.
Moglie di Charlie e grande amica di Karen. In passato ha avuto problemi con la cocaina.
- Rebecca "Becca" Moody (stagioni 1-7), interpretata da Madeleine Martin, doppiata da Eva Padoan.
Becca è la figlia adolescente di Hank e Karen. Ribelle e spesso in contrasto con i genitori.
- Charlie Runkle (stagioni 1-7), interpretato da Evan Handler, doppiato da Franco Mannella.
Agente e grande amico di Hank, si trovano spesso in bizzarre situazioni. È sposato con Marcy.
- Mia Lewis, interpretata da Madeline Zima (stagioni 1-4), doppiata da Domitilla D'Amico.
Figlia di Bill, fidanzato di Karen. Personaggio principale nelle prime due stagioni, dalla terza diviene un personaggio ricorrente.

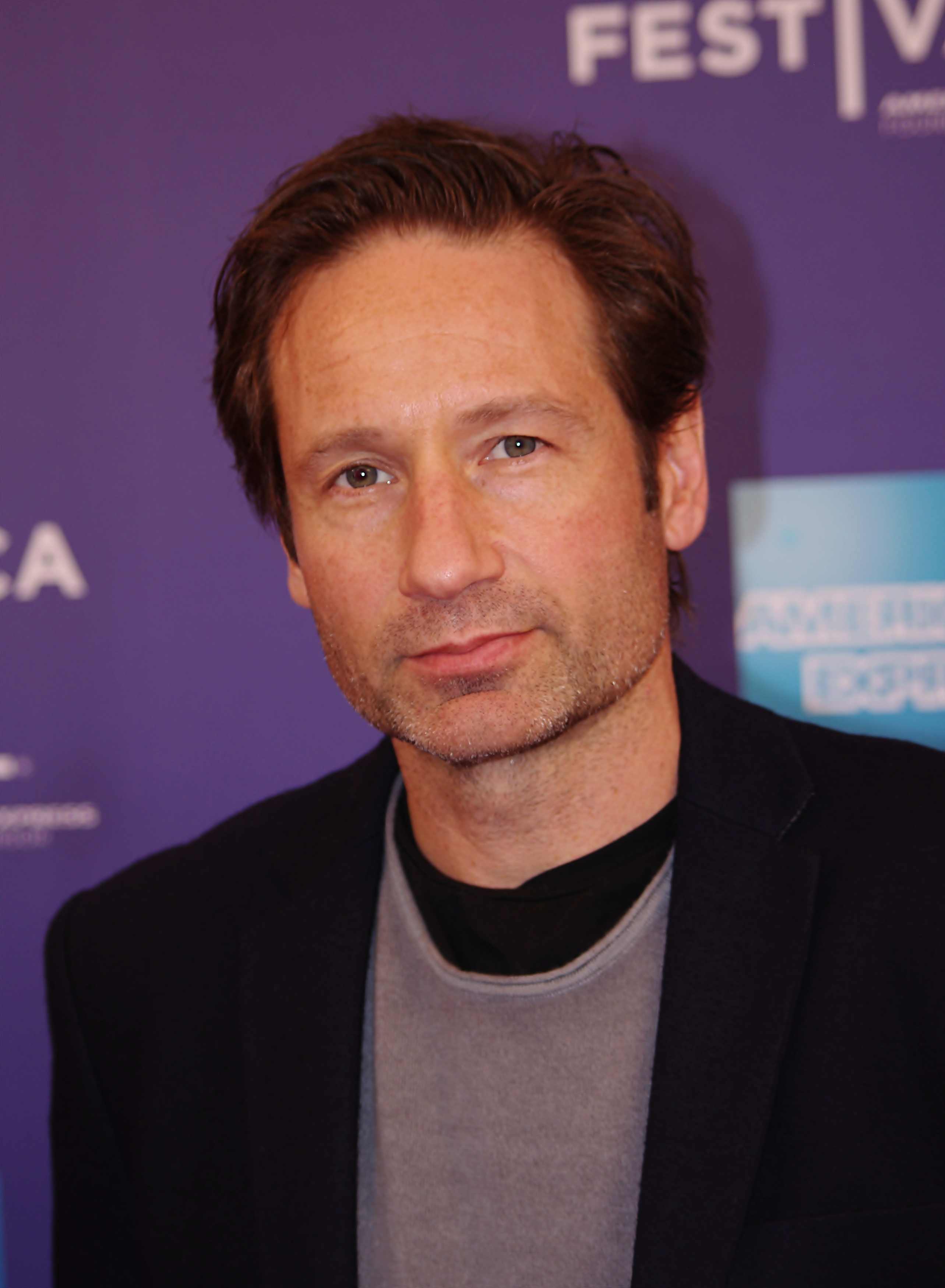
David Duchovny interpreta Hank Moody
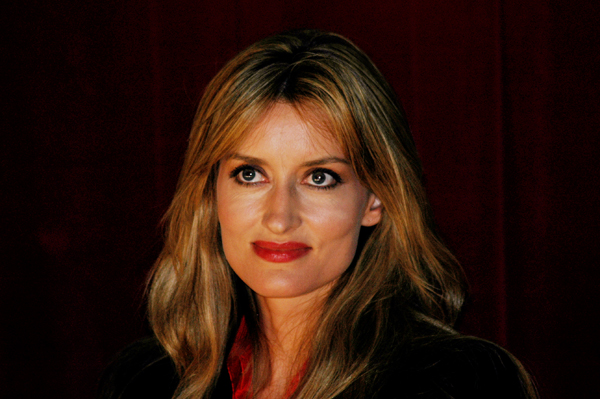
Natascha McElhone interpreta Karen Van Der Beek
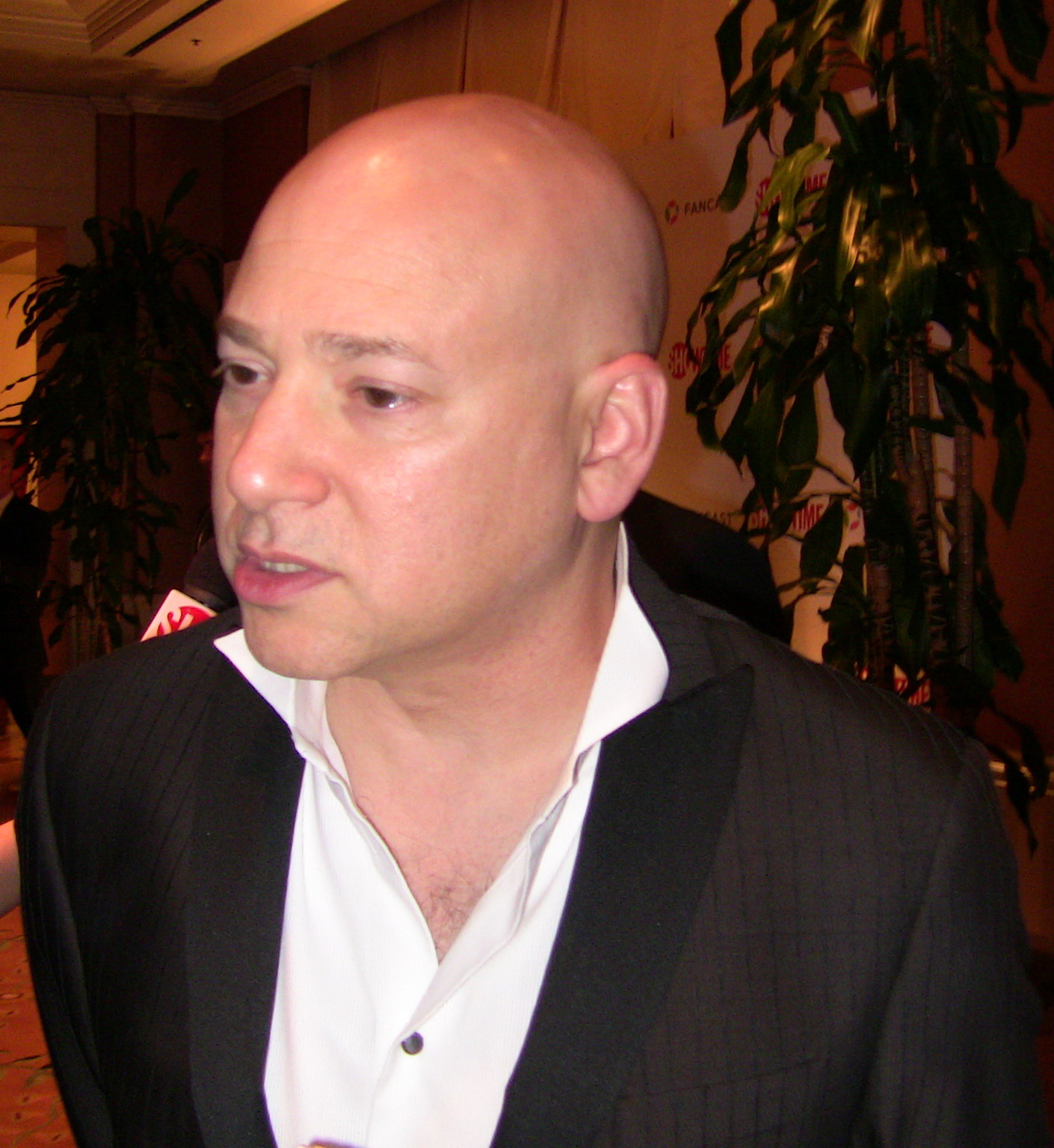
Evan Handler interpreta Charlie Runkle
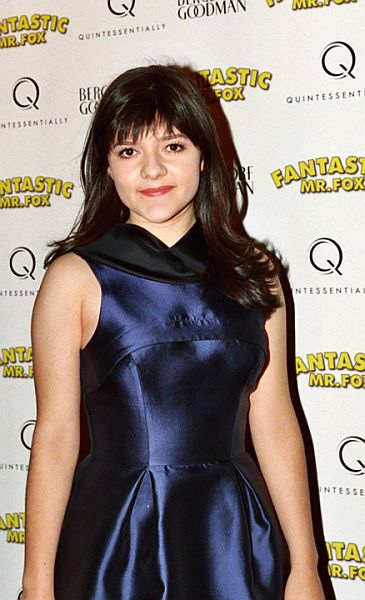
Madeleine Martin interpreta Rebecca "Becca" Moody
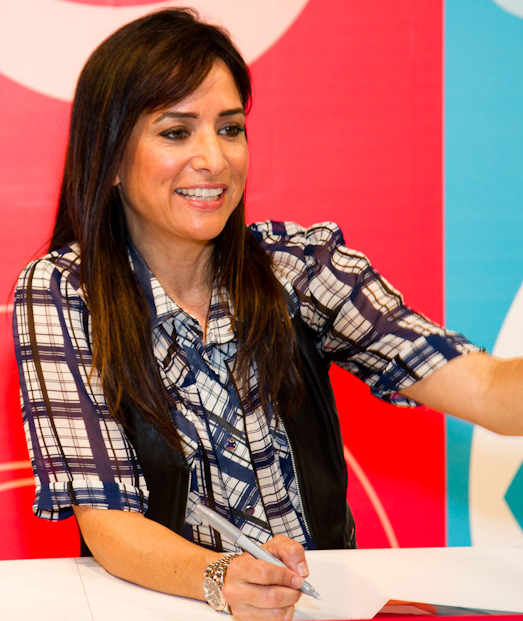
Pamela Adlon interpreta Marcy Runkle

### Personaggi ricorrenti
- Bill Lewis (stagioni 1, 4), interpretato da Damian Young, doppiato da Paolo Marchese.
Fidanzato e poi brevemente marito di Karen, nonché padre di Mia. Acerrimo rivale di Hank, seppur costretto per lungo tempo a sopportarlo.
- Todd Carr (stagioni 1, 4), interpretato da Chris Williams.
Regista di successo, che ha girato un film tratto dall'ultimo libro di Hank. I due hanno diverse divergenze, soprattutto da quando Hank gli ha pubblicamente confessato di essere andato a letto con la moglie.
- Sonja (stagioni 1-2), interpretata da Paula Marshall, doppiata da Daniela Calò.
Amica di Karen, un suo burrascoso rapporto con Hank avrà pesanti conseguenze.
- Dani California (stagioni 1-2), interpretata da Rachel Miner, doppiata da Paola Majano.
Segretaria di Charlie e nel tempo libero suicide girl, sarà la prima a creare scompiglio nel matrimonio del suo titolare con Marcy. Poi diventa agente di Mia.
- Trixie (stagioni 1-5), interpretata da Judy Greer.
Prostituta. Dopo un primo incontro che causò diversi problemi a Hank, talvolta ricompare non nascondendo mai di subire l'ascendente dello scrittore.
- Lew Ashby (stagione 2, 5, 6), interpretato da Callum Keith Rennie, doppiato da Pasquale Anselmo.
Produttore musicale di grande successo e dedito al vizio, chiederà a Hank di scrivergli una biografia, poco prima di sedurre prima Mia e poi Karen. Appare in sogno a Hank nella quinta e sesta stagione.
- Julian Self (stagione 2), interpretato da Angus MacFayden, doppiato da Antonio Palumbo.
Scrittore New Age e compagno di Sonja, inizialmente seducente e accomodante verso molte donne, si rivelerà in tutto e per tutto un fedifrago e un cialtrone.
- Daisy (stagioni 2-3), interpretata da Carla Gallo, doppiata da Federica De Bortoli.
Attrice porno il cui candore è solo apparenza. Ex cliente di Marcy, verrà accolta sotto la "ala protettrice" di Charlie, seducendolo e alla fine abbandonandolo.
- Damien Patterson (stagione 2), interpretato da Ezra Miller, doppiato da Mirko Cannella.
Fidanzato di Becca nella seconda stagione. Studente con la passione per il rock, asociale e intimidito da Hank, cambierà atteggiamento quando scoprirà che lo scrittore "conosce" bene sua madre.
- Stacey Koons (stagione 3), interpretato da Peter Gallagher, doppiato da Marco Mete.
Rettore del college dove Hank lavora come professore nella terza serie, padre di Chelsea (amica di Becca) e marito di Felicia. Appassionato di ogni genere di sport e della guerra di secessione americana, detesta cordialmente Hank.
- Felicia Koons (stagione 3), interpretata da Embeth Davidtz, doppiata da Laura Romano.
Professoressa e moglie del rettore. Donna frustrata e che subisce passivamente le varie manie del marito, si avvicinerà molto a Hank.
- Richard Bates (stagioni 3-6), interpretato da Jason Beghe, doppiato da Paolo Marchese.
Romanziere di successo, ex idolo di Hank, ha seri problemi di alcolismo. Già insegnante di Karen ai tempi del college, i due hanno avuto un'avventura e avranno un riavvicinamento che sfocerà in un matrimonio nella quinta serie.
- Jill Robinson (stagione 3), interpretata da Diane Farr, doppiata da Claudia Catani.
Assistente del professor Bates, diventa assistente di Hank, quando il titolare della cattedra è costretto alla riabilitazione. Donna dotata di bassa autostima e con un cattivo rapporto con il sesso, la conoscenza di Hank la risveglierà.
- Jackie (stagione 3), interpretata da Eva Amurri, doppiata da Chiara Gioncardi.
Allieva di Hank. Molto portata per la scrittura, a causa di una situazione familiare complicata è costretta a svolgere diversi lavori oltre alla scuola, tra cui quello di spogliarellista. Non ha mai nascosto di essere invaghita di Hank, avrà anche un'avventura con lui.
- Sue Collini (stagione 3), interpretata da Kathleen Turner, doppiata da Rossella Izzo.
Titolare dell'agenzia presso cui lavora Charlie, è piena di conoscenze a Hollywood, ma soprattutto è ossessionata dal sesso. E non disdegna "molestie" sul lavoro a Charlie.
- Rick Springfield (stagione 3) interpreta una versione viziata, viziosa e detestabile di se stesso, doppiato da Francesco Prando.
Rockstar anni ottanta, a caccia di un rilancio professionale. Cliente di Charlie, avrà una storia di letto con la moglie di lui, Marcy.
- Abby Rhodes (stagione 4), interpretata da Carla Gugino, doppiata da Francesca Fiorentini.
Brillante avvocatessa che difende Hank nel suo processo per abuso di minorenne e donna indipendente che pone la carriera davanti all'esigenza di legarsi sentimentalmente a un uomo.
- Sasha Bingham (stagione 4), interpretata da Addison Timlin, doppiata da Letizia Scifoni.
Attrice molto amata dalle giovani generazioni con la fama di "ragazza della porta accanto", in realtà vuole scrollarsi l'immagine candida che la contraddistingue: accetta di interpretare Mia nel film tratto dal libro di Hank e si dimostra sessualmente molto intraprendente. Anche con Hank.
- Eddie Nero (stagione 4-7), interpretato da Rob Lowe, doppiato da Fabio Boccanera.
Attore, già vincitore di un Premio Oscar. Accetta di interpretare Hank nel film tratto dal suo libro e sviluppa un'adorazione per lo scrittore (e una profonda avversione per Charlie). Erotomane e feticista, Hank cerca di avere il meno possibile a che fare con lui.
- Stu Beggs (stagione 4-7), interpretato da Stephen Tobolowsky, doppiato da Ambrogio Colombo.
Produttore hollywoodiano che accetta di lavorare sul film tratto dal libro di Hank. Ricco, arrogante, ma essenzialmente solo, si avvicinerà a Marcy dopo il suo divorzio da Charlie.
- Pearl (stagione 4), interpretata da Zoë Kravitz.
Adolescente, ribelle e amante della chitarra. Prima deruba Becca, poi diventa sua amica e la introduce nella sua rock band al femminile, le Queens of Dogtown.
- Ben (stagione 4), interpretato da Michael Ealy, doppiato da Fabrizio Vidale.
Padre di Pearl. Si avvicinerà molto a Karen, diventando antagonista in amore di Hank. Ma lo scrittore avrà anche motivo di essergli riconoscente.
- Samurai Apocalypse (stagione 5), interpretato da RZA, doppiato da Simone Mori.
Rapper che lavorerà con Hank per la sceneggiatura del film Santa Monica Cop di cui è protagonista e produttore.
- Tyler (stagione 5), interpretato da Scott Michael Foster.
Fidanzato di Becca odiatissimo da Hank che vede in lui la sua versione giovanile.
- Kali (stagione 5), interpretata da Meagan Good, doppiata da Letizia Scifoni.
Cantante e fidanzata di Samurai Apocalypse, avrà una storia con Hank.
- Carrie (stagione 5), interpretata da Natalie Zea, doppiata da Sabrina Duranti.
Ha una relazione con Hank durante il suo ritorno a New York.
- Atticus Fetch (stagione 6), interpretato da Tim Minchin, doppiato da Nanni Baldini.
È una rockstar eccentrica, Hank lavora per lui un periodo.
- Faith (stagione 6), interpretata da Maggie Grace, doppiata da Chiara Gioncardi.
È una famosa groupie, Hank per lei sta quasi per perdere la testa.
- Julia (stagione 7), interpretata da Heather Graham, doppiata da Giò Giò Rapattoni.
Si scopre avere avuto con Hank un figlio 20 anni prima di nome Levon.
- Levon (stagione 7), interpretato da Oliver Cooper, doppiato da Stefano Brusa.
È il figlio che Hank ha avuto da Julia.
- Rick Rath (stagione 7), interpretato da Michael Imperioli, doppiato da Alessio Cigliano.
È il capo sceneggiatore di Hank.
- Melanie (stagione 7), interpretata da Tara Holt, doppiata da Benedetta Ponticelli.
È la segretaria di Rick e l'amore proibito di Levon.
- Goldie (stagione 7), interpretata da Mary Lynn Rajskub, doppiata da Daniela Calò.
È una sceneggiatrice collega di Hank.
- Amy Taylor Walsh (stagione 7), interpretata da Mercedes Masohn.
È la protagonista del telefilm di cui Hank è sceneggiatore.
- Krull (stagione 6-7), interpretato da Steve Jones, doppiato da Roberto Draghetti.
È l'ex guardia del corpo di Atticus Fetch.

## Disputa sul titolo
Il 19 novembre 2007, i Red Hot Chili Peppers hanno sporto denuncia nei confronti del canale via cavo Showtime accusandolo di aver copiato il nome di una loro canzone del 1999, oltre che dell'omonimo album che la contiene.
Showtime si è difesa sostenendo che la band non ha inventato il termine Californication, il quale comparve come una sorta di "participio passato" del verbo/neologismo "to californicate" sulla rivista Time nel 1972, in un articolo intitolato The Great Wild Californicated West.

## Riferimenti culturali
I libri scritti dal protagonista Hank Moody si intitolano come tre album degli Slayer, un famoso gruppo metal statunitense (South of Heaven, Seasons in the Abyss, God Hates Us All).
Sono ricorrenti nei titoli di ciascun episodio dei riferimenti alla cultura Rock e Metal come canzoni o album famosi ( Es. ...And Justice for All, Wish You Were Here, Exile on Main St., Hell Bent for Leather, etc.), spesso traslitterati per adattarsi meglio alle situazioni trattate (Es. California Son, probabilmente ispirato da European Son dei Velvet Underground).
Il protagonista delle serie televisiva presenta diverse analogie con il famoso scrittore Charles Bukowski: un assiduo bevitore, amante del sesso compulsivo e delle donne, nonché depresso e talvolta carismatico. Hank Moody condivide inoltre il nome con il suo alter ego letterario e protagonista dei suoi romanzi, Henry Charles "Hank" Chinaski. Lo scrittore viene citato nel decimo episodio della prima stagione (Lurido Lucro) come uno dei preferiti di Karen, che successivamente si nota impegnata a leggere un suo libro, e in un'intervista rivolta a Mia, che lo cita tra i suoi modelli d'ispirazione ad una conferenza di presentazione del suo libro. La similitudine viene inoltre sottolineata da Richard Bates nell'undicesimo episodio della terza stagione (Andirivieni), quando, nel chiedere a Karen se sta con Hank, le chiede se sta con Buk. Inoltre in una puntata della quarta stagione quando chiedono a Mia a che scrittori si sia ispirata per scrivere il suo libro (ossia quello di Hank) lei risponde "Bukowski". Infine viene citato nel sesto episodio della quarta stagione (Avvocati, pistole e soldi), quando Becca rimprovera Hank dicendogli che si comporta come "un Bukowski dei poveri".
Sul finale dell'episodio 1x11 si può notare sul petto di un Hank addormentato un libro di Franz Kafka.
In un episodio della seconda stagione Hank Moody ha l'incarico di scrivere una biografia su Lew Ashby, un eccentrico e ricco produttore musicale che organizza feste favolose nella sua grande villa. Lew assomiglia molto alla figura di Jay Gatsby, il personaggio simbolo del libro Il grande Gatsby, scritto da Francis Scott Fitzgerald, similitudine sottolineata dal titolo della puntata di presentazione del personaggio,in lingua originale The great Ashby (letteralmente, Il Grande Ashby).
Un altro episodio della seconda stagione, intitolato In Utero (Nell'utero, nella versione italiana), racconta del periodo in cui Karen scopre di essere incinta, proprio nei giorni della morte di Kurt Cobain. Il titolo dell'episodio è un chiaro riferimento all'album dei Nirvana intitolato proprio In Utero.
Nell'episodio The Trial della quarta stagione il protagonista, guardandosi allo specchio, dice di assomigliare «ad un fottuto agente della FBI». La battuta fa riferimento al ruolo dell'attore David Duchovny nella serie di fantascienza X-Files: l'agente dell'FBI Fox Mulder.
Nella sesta stagione viene introdotto il personaggio di Atticus Fetch, nome evidentemente ispirato a Atticus Finch, protagonista del romanzo Il buio oltre la siepe (titolo originale To Kill a Mockingbird) di Harper Lee, da cui è stato tratto l'omonimo film del 1960 interpretato da Gregory Peck.

## Curiosità
Il libro God Hates Us All, che nella serie consacra al successo letterario Hank Moody, è stato pubblicato negli Stati Uniti nel 2009 da Simon Schuster Inc, ed è stato scritto dal ghostwriter Jonathan Grotenstein. Nel marzo 2014, il libro è arrivato nelle librerie italiane grazie a Leone Editore.